# کریلوف (دهانه)
کریلوف یک دهانه برخوردی در ماه‌ است.

## دهانه‌های اقماری
این دهانه ۲ دهانه اقماری دارد.
| Krylov | عرض جغرافیایی | طول جغرافیایی | قطر          |
| ------ | ------------- | ------------- | ------------ |
| A      | ۳۸.۹° N       | ۱۶۵.۱° W      | ۶۳.۰ کیلومتر |
| B      | ۳۷.۳° N       | ۱۶۳.۶° W      | ۴۰.۰ کیلومتر |